# Babin Potok (Prokuplje)
Babin Potok (Servisch cyrillisch: Бабин Поток) is een plaats in de Servische gemeente Prokuplje. De plaats telt 674 inwoners (2002).